# Erannis ankeraria
Erannis ankeraria är en fjärilsart som beskrevs av Otto Staudinger 1861. Erannis ankeraria ingår i släktet Erannis och familjen mätare. Inga underarter finns listade i Catalogue of Life.